# Carlos Ramos Loayza
Pedro Carlos Ramos Loayza (Parcona, 6 de marzo de 1954) es un administrador de empresas y político peruano. Fue alcalde de Ica desde enero del 2015 hasta su vacancia en 2017 y congresista de la República en el periodo 2001-2006. También ejerció como alcalde del distrito de Parcona en 2 ocasiones.

## Biografía
Nació en el Distrito de Parcona, ubicado en la provincia y Departamento de Ica, el 6 de marzo de 1954. Es hijo de Pedro Ramos Hernández y de Yolanda Loayza Escate, es casado con Luisa Huayta Guillén.
Realizó sus estudios primarios en  Parcona y los secundarios en el I.E San Luis Gonzaga. Estudió la carrera de Administración de empresas en la Universidad Nacional San Luis Gonzaga de Ica culminando en 1985 y una maestría en Gestión Empresarial en 2010.

## Labor política
Se inició como miembro del Partido Aprista Peruano y postuló en 1986 como regidor del Distrito de Parcona logrando ser elegido y luego como alcalde de dicho distrito para el periodo 1990-1995.

### Congresista
En las elecciones generales del 2001, postuló al Congreso de la República por la agrupación Unión por el Perú - Social Democracia en representación de Ica y logró ser elegido con 24,181 votos para el periodo parlamentario 2001-2006.
Aquí ejerció como cuarto vicepresidente de la Mesa Directiva encabezada por Henry Pease de Perú Posible.

## Alcalde de Ica
Fue elegido como alcalde de Ica por el Frente Progresista Iqueño en las elecciones de 1995. Intentó ser reelegido en 1998 por el movimiento fujimorista Vamos Vecino, sin embargo, no resultó elegido. De igual manera en las elecciones del 2006 y del 2010.
Finalmente, en las elecciones municipales del 2014, fue nuevamente elegido por el Movimiento Obras por la Modernidad para el periodo municipal 2015-2018.

### Vacancia
En noviembre del 2017, Ramos fue vacado del cargo por la causal de restricciones en contrataciones y fue reemplazado por Javier Hermógenes Cornejo Ventura para completar el periodo de gobierno municipal provincial 2015-2018.